# 용운동항
용운동항은 제주특별자치도 제주시 한림읍 수원리에 위치한 어항이다. 2004년 9월 23일 어촌정주어항으로 지정되었다. 관리청은 제주시, 시설관리자는 제주시장이다.

## 어항 연혁
- 수원리 지역은 옛날부터 조물케라고 불러왔다. 조물케란 뜻은 설촌이후 마을 사람들이 식수와 생활용수로 쓰던 통천수(湧泉水)(큰물, 생이물, 돈지물, 개물, 솔패기물, 엉물, 쇠물, 중이물, 모시물 그리고 가좌외의 두 개의 엉물등 11개소)가 만조시(滿潮時)에는 전부 바닷물속에 잠기는 까닭에 조물케라 하였으며 한자로 풀어서 잠수포(潛水浦)라고 하였다. 그러나 넓은 해안지대 공동어장 189.6ha에서 생업을 꾸려가야하는 해녀들이 사망사고가 빈번함으로 인하여 서기 1882(고종 19)년 1월 15일 김흥욱(金興郁) 4대 경민장(警民長) 재임시 마을 유지들이 협의하에 수원리로 개명하여 현재에 이르고 있다. 수원리(洙源里)이란 뜻은 공자가 제자들을 훈육하던 곳의 지명을 적용하여 부른 것이라 전하고 있다. 또한 귀덕쪽에서 보면 길게 뻗은 동산이 완만하게 뻗어있어 개미도 기어오르기 힘들다하여 붙여진 일명 개엄지를이라고도 하며 한수리 쪽에서 보면 암반위에 성곽을 두른 듯 마을이 형성되어 있어 일명 빌레를이라고 오래전에는 불리기도 했다.

## 어항 구역
- 수역: 71,718m2

## 어항 시설
- 전체계획: 방파제 259m, 선착장 48m, 물양장 100m